# Distretto municipale (Russia)

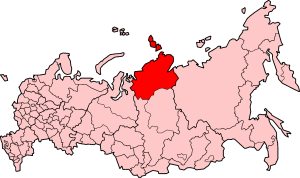
L'estensione del distretto municipale del Tajmyr Dolgano-Nenec, il più vasto comune della Russia.

Il distretto municipale (in russo муниципальный район?, municipal'nyj rajon) è una tipologia di comune della Russia, che riunisce in unico territorio insediamenti urbani, rurali e territorio extraurbano.